# Morás (Lugo)
Morás (llamada oficialmente San Clemente de Morás) es una parroquia española del municipio de Jove, en la provincia de Lugo, Galicia.

## Otras denominaciones
La parroquia también es conocida por el nombre de San Isidoro de Morás.

## Origen
Esta parroquia ya está documentada en 1378 como "Moraes". Posiblemente su origen sea de (Villa) Mauranes, referida a su antiguo possessor medieval llamado Mauran, nombre de origen germánico.[cita requerida]

## Organización territorial
La parroquia está formada por seis entidades de población:
- Aldea de Abaixo (A Aldea de Abaixo)
- Aldea de Arriba (A Aldea de Arriba)
- Barreiro (O Barreiro)
- Carballo (O Carballo)
- Cruces (As Cruces)
- Portiño (O Portiño)

## Demografía
| Gráfica de evolución demográfica de Morás entre 2000 y 2021 |
|                                                             |
| Datos según el nomenclátor publicado por el INE.            |